# Osbeckia wynaadensis
Osbeckia wynaadensis är en tvåhjärtbladig växtart som beskrevs av Charles Baron Clarke. Osbeckia wynaadensis ingår i släktet Osbeckia och familjen Melastomataceae. Inga underarter finns listade i Catalogue of Life.